# Opportunity Ukraine
Opportunity Ukraine — книга президента України Віктора Януковича, видана англійською мовою в австрійському видавництві «Мандельбаум» у серпні 2011 року.
В анотації видавництва сказано, що книжка не є мемуарами, а практичним посібником для потенційних інвесторів; два головні розділи книжки присвячені опису України, як унікальному місцю для інвестування та як країни з невичерпним економічним потенціалом. 
Про ідею написання книжки сам Янукович розповів у інтерв'ю для «Обозревателя»:
|  | ...Ось це було завершено саме в тихі кримські вечори, — показав Віктор Янукович на акуратний стос паперів, що лежав окремо. — У серпні цього року, напередодні 20-ї річниці незалежності України у Відні виходить моя книга «Україна — країна можливостей». Я почав писати її ще в опозиції, закінчив ось тепер — у відпустці. Скажу зразу, мені хотілося б аби цю книгу прочитали насамперед за межами України. Тому я звернувся з пропозицією надрукувати мою книгу в ряді міжнародних видань. Одним з перших відгукнулося віденське видавництво «Мандельбаум Верлаг». Оригінальний текст (рос.) ...Вот это было завершено именно в тихие крымские вечера, - показал Виктор Федорович на аккуратную стопку лежащих отдельно бумаг. — В августе нынешнего года, накануне 20-й годовщины Независимости Украины в Вене выходит моя книга «Украина — страна возможностей».Я начал писать ее еще в оппозиции, закончил вот теперь — в отпуске. Скажу сразу, мне хотелось, чтобы эту книгу прочли, в первую очередь, за пределами Украины. Поэтому я обратился с предложением напечатать мою книгу в ряд международных издательств. Одним из первых откликнулось венское издательство «Манделбаум Верлаг». |

## Реакція на книгу та звинувачення у плагіаті
Невдовзі після виходу книжки «Українська правда» опублікувала матеріали свого розслідування, за якими виходило, що книжка Януковича є плагіатом.
За інформацією «Української правди» у книжці Януковича є цілі абзаци з текстів, які раніше виходили за підписом різних осіб, зокрема Юрія Луценка, Тараса Стецьківа, Максима Михайленка, Віталія Сича, В'ячеслава Піховшека, Романа Манєкіна, Василя Волги та невідомої студентки Галі, яка виклала на базі рефератів свій реферат на тему «Центризм как элемент политической власти в России на примере партии “Единая Россия”».
Головний редактор журналу «Кореспондент» Віталій Сич у своєму блозі підтвердив, що в новій книзі президента Віктора Януковича без дозволу редакції запозичено цілі шматки з матеріалів видання.
2 вересня 2011 року Лариса Скорик заявила, що ті, хто знайшов плагіат у книзі Януковича, є глибоко аморальними людьми.
Ганна Герман заявила 9 вересня 2011 року, що ситуація з книгою Януковича — це її вина, вона, мовляв, не перечитала англійської версії, де перекладач опустив частину приміток.
13 вересня 2011 року «Об'єднання письменників і письменниць Австрії» (IG Autorinnen Autoren) зробило заяву про те, що не надаватиме інформаційну підтримку книжці Віктора Януковича «Opportunity Ukraine».
15 вересня 2011 року редактор української версії журналу «Политическая критика» Олексій Радинський, аналізуючи основні ідеї книжки Януковича, заявив у своєму блозі:
|  | Зміст книги «Україна — країна можливостей» не менш жахливий, ніж метод, яким вона створена. Оригінальний текст (рос.) Содержание книги «Украина — страна возможностей» не менее чудовищно, чем метод, которым она создана. |

## Профіль книги
- 320 сторінок
- Формат: 15,3x24
- Тверда обкладинка
- Ціна на сторінці видавництва: 19.90 € / 30.50 Chf
- ISBN 978-3-85-476379-6